# Stewart County, Tennessee
Stewart County är ett administrativt område i delstaten Tennessee, USA, med 13 324 invånare. Den administrativa huvudorten (county seat) är Dover.

## Geografi
Enligt United States Census Bureau har countyt en total area på 1 277 km². 1 187 km² av den arean är land och 90 km² är vatten. 

### Angränsande countyn
- Trigg County, Kentucky - norr
- Christian County, Kentucky - nordost
- Montgomery County - öst
- Houston County - söder
- Benton County - sydväst
- Henry County - väst
- Calloway County, Kentucky - nordväst